# Relations entre la Chine et le Vietnam

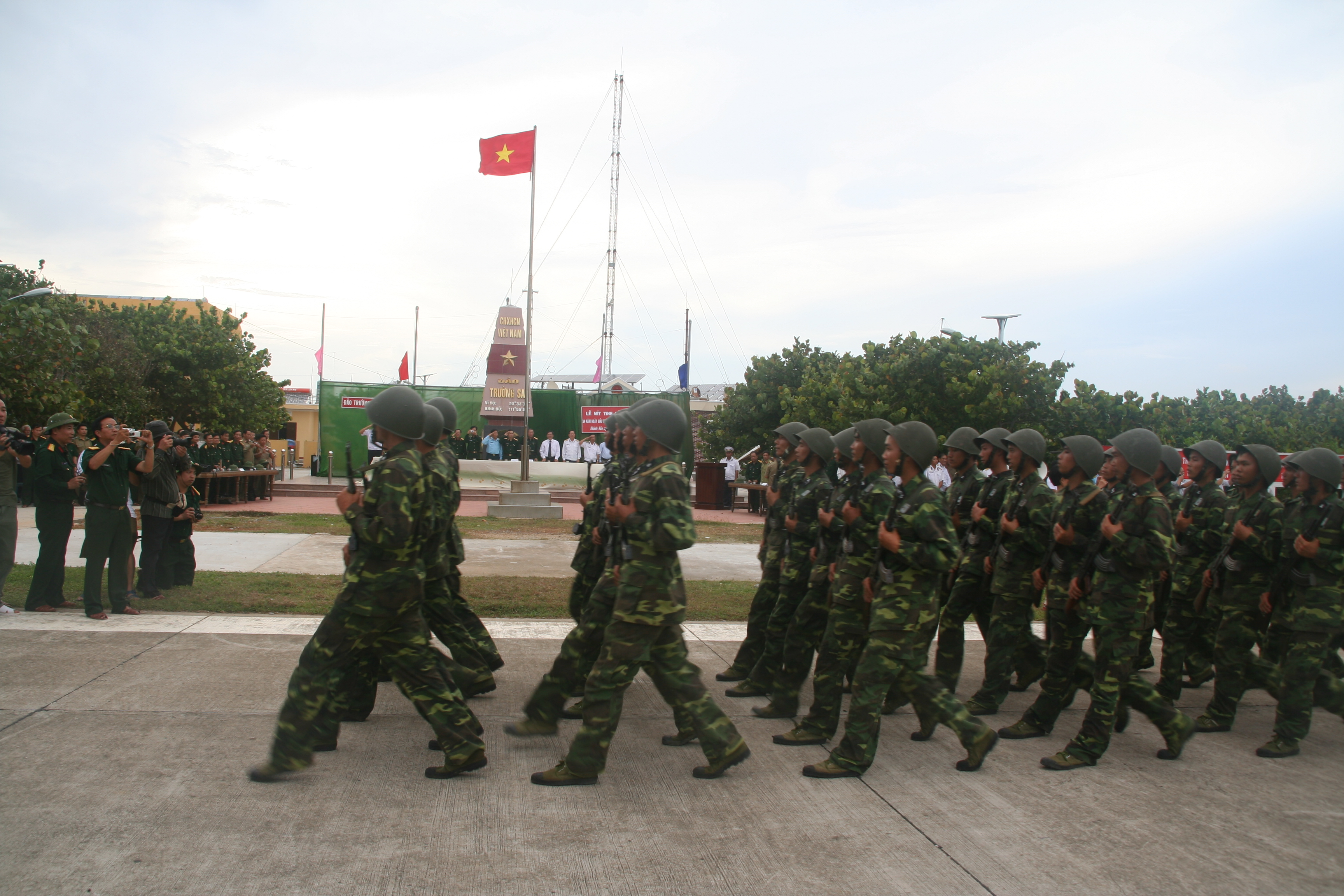
Soldats de l'armée populaire vietnamienne sur les îles Spratley disputées, en 2009.

Les relations entre la Chine et le Vietnam sont des relations internationales s'exerçant entre deux États d'Asie, la Chine et le Vietnam.

## Histoire des relations sino-vietnamiennes
En dépit de leur récente histoire communiste commune, celles-ci ont été presque toujours tendues, notamment du fait des siècles de tentative de conquête du Viêt Nam par la Chine, qui l'a occupé près d'un millénaire et a laissé de fortes traces sur sa culture. Durant la guerre d'Indochine puis lors de la guerre du Vietnam, la Chine avait apporté un soutien économique et militaire au Nord-Viêt Nam mais après la réunification de 1975, les relations ont été de nouveau tendues. La guerre sino-vietnamienne, bref conflit frontalier en 1979, illustre les tensions entre les deux pays. Depuis, la Chine et le Vietnam ont toutefois collaboré afin d'améliorer leurs relations diplomatiques et économiques.
La souveraineté des îles Spratleys, également revendiquées par Taïwan, Brunei, la Malaisie et les Philippines, reste le principal point de discorde entre les deux États.
Le conflit en mer de Chine méridionale a connu un rebondissement en mai 2014, déclenché par un forage d'exploration pétrolier chinois près des îles Paracels, à l'intérieur de la ZEE revendiquée par le Vietnam. Le Vietnam a cherché à s'opposer à ce forage, et un incident maritime en a découlé. L'affaire a provoqué une poussée anti-chinoise au Vietnam, commençant par des manifestations soutenues par le gouvernement, mais dégénérant ensuite sous forme d'émeutes. Des entreprises appartenant à des intérêts chinois ont été saccagées et deux ressortissants chinois ont trouvé la mort. Un bateau de pêche vietnamien a en outre été éperonné et coulé par un navire chinois, les dix hommes d'équipage ayant été secourus par d'autres pêcheurs vietnamiens. Dans un argumentaire publié le dimanche 8 juin 2014, les autorités chinoises revendiquent le droit d'exploiter la plate-forme.
Depuis 2016 et en raison de la pollution maritime importante provoquée par l'usine taïwanaise Formosa, une partie non négligeable de la population, qui assimile Taïwanais et Chinois, s'en prend régulièrement aux avoirs et aux personnes d'origine chinoise.

## Relations économiques
La Chine et le Vietnam ont signé un accord de coopération économique en 1991 et le commerce passe de 32 millions de dollars en 1991 à 7,2 milliards en 2004.
En 2011, le volume des échanges commerciaux bilatéraux s'élève à 25 milliards de dollars.